# Clemenskirche (Münster)

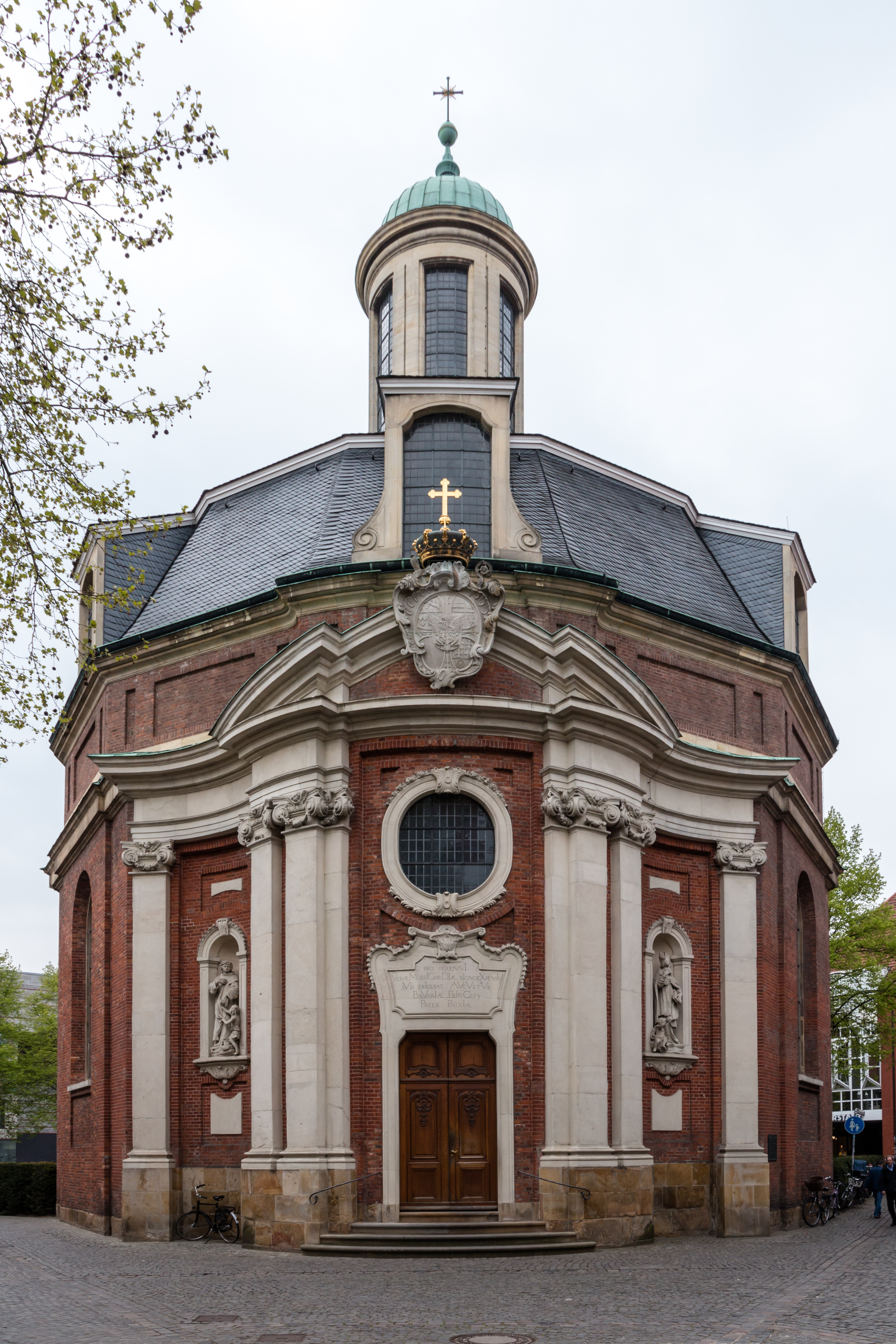
Frontfassade der Clemenskirche

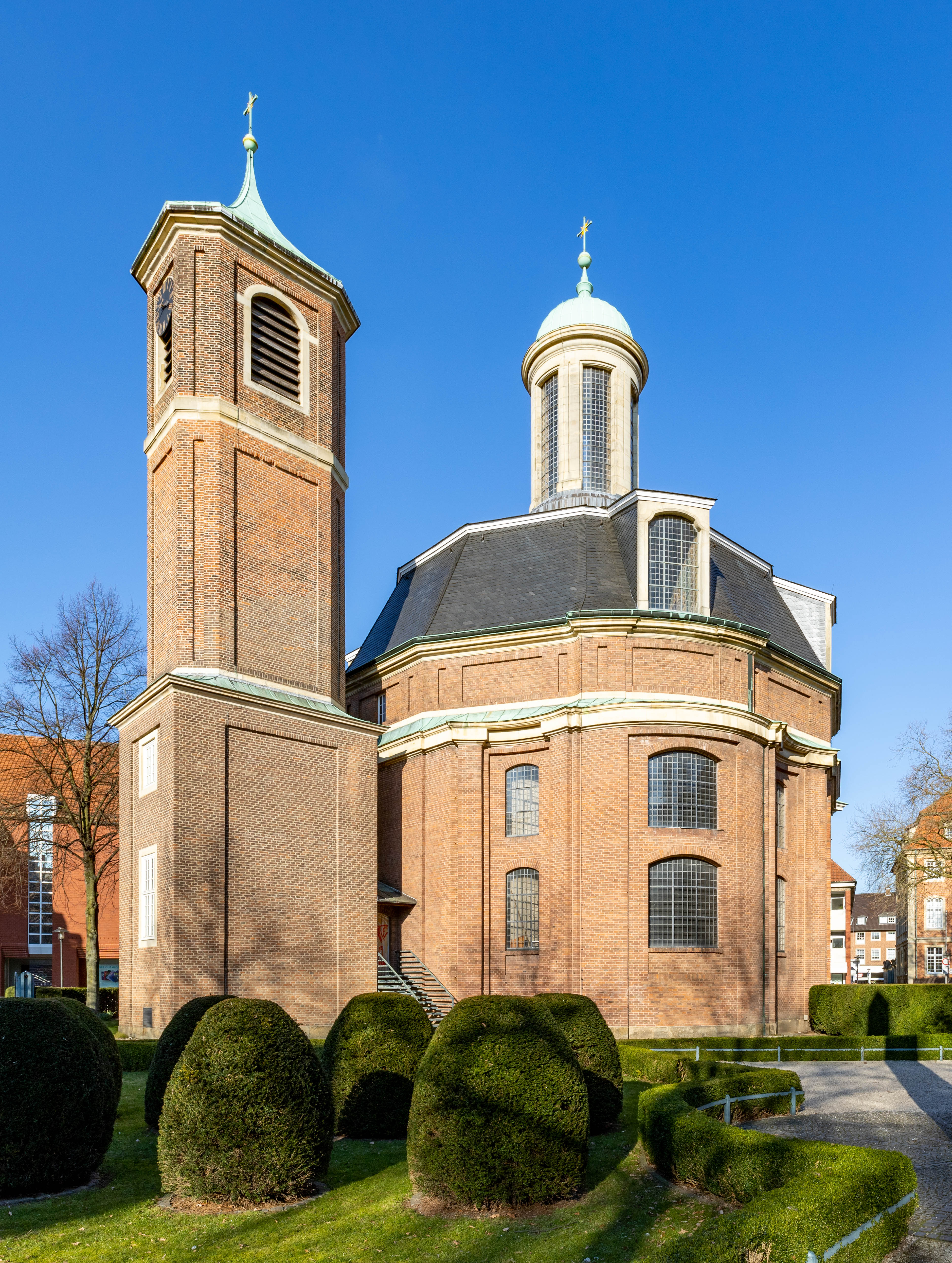
Rückfassade der Clemenskirche

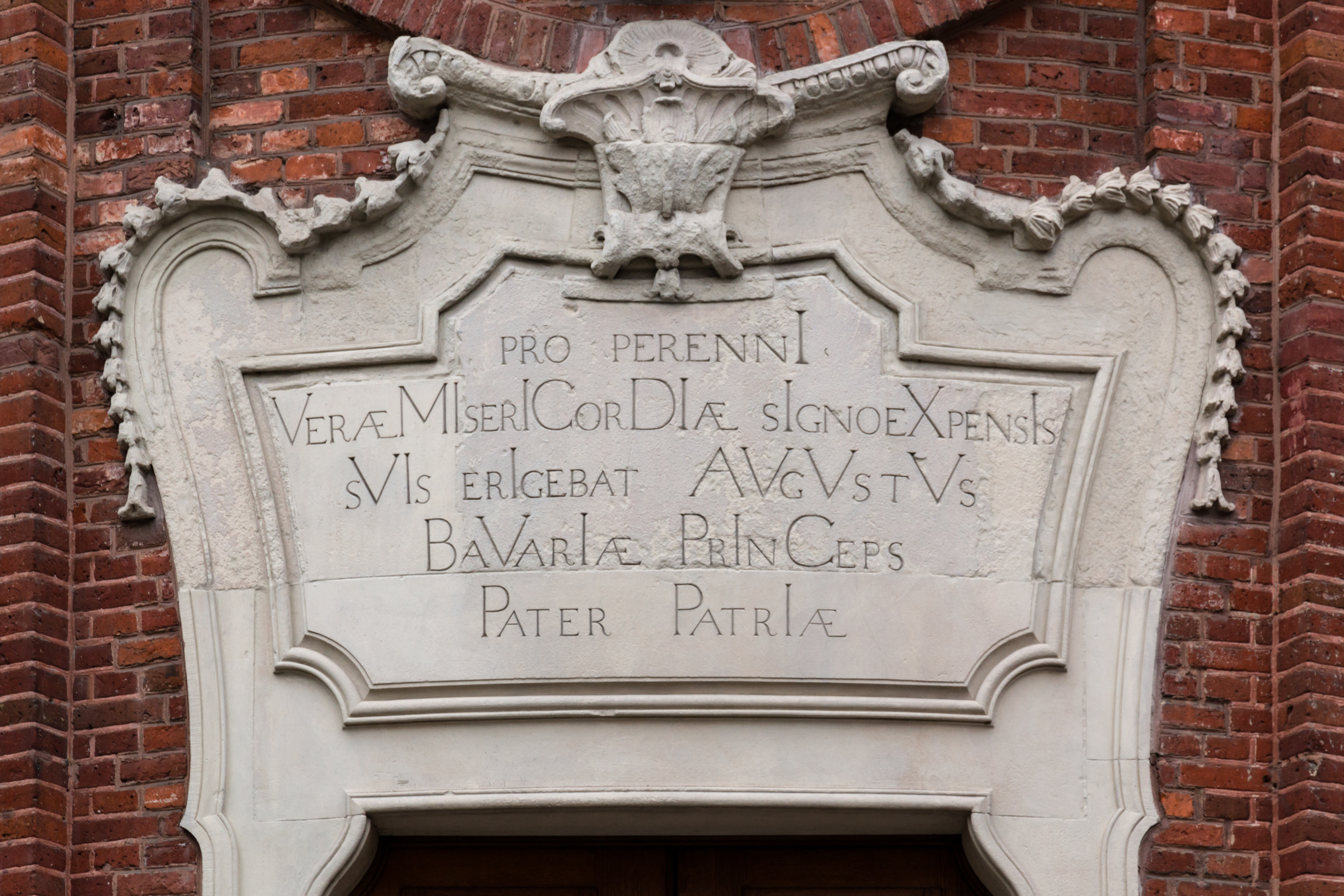
Portalinschrift

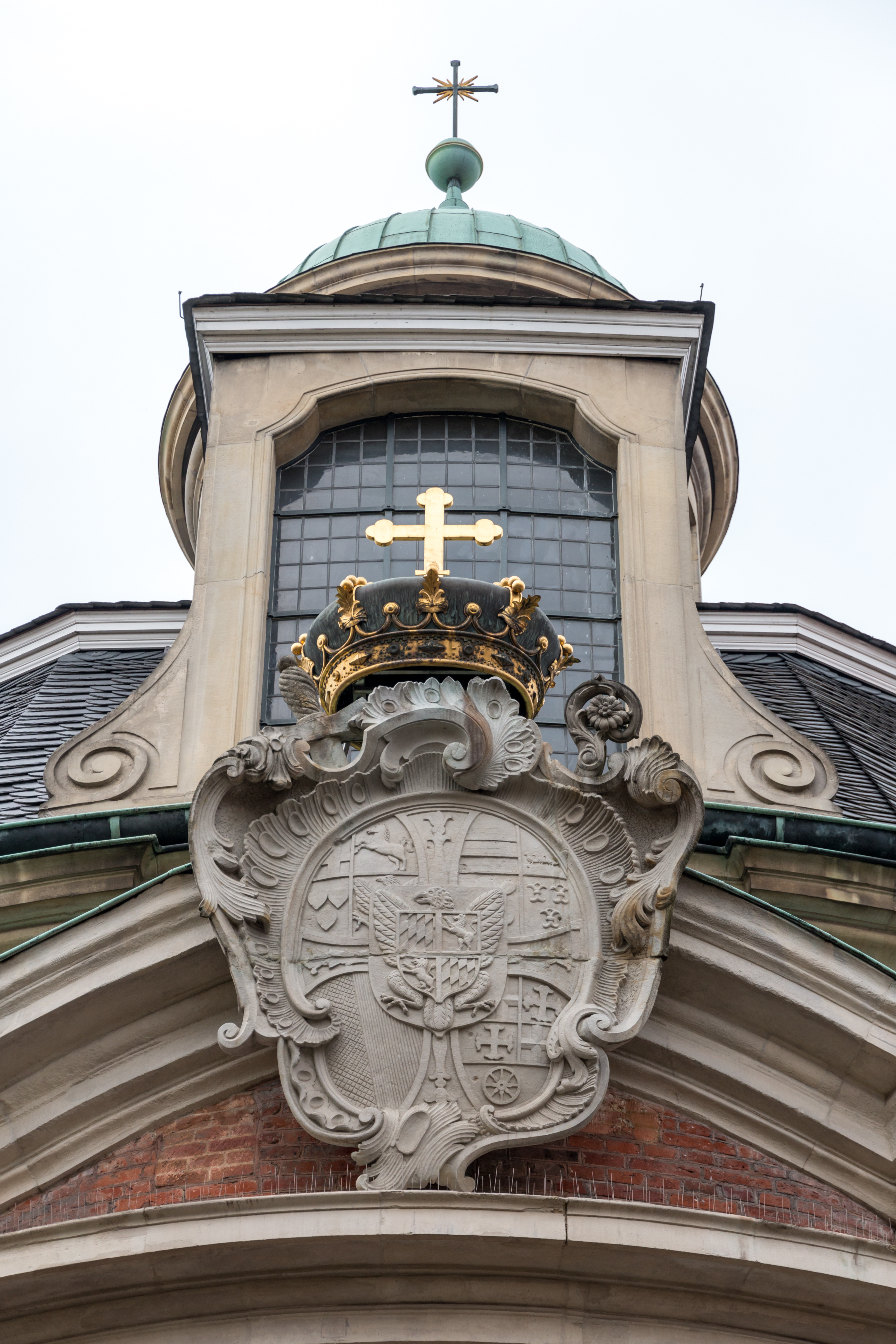
Stifterwappen

Die Clemenskirche in der westfälischen Stadt Münster ist eine nach Plänen von Johann Conrad Schlaun in den Jahren von 1745 bis 1753 für die Barmherzigen Brüder errichtete barocke Kloster- und Hospitalkirche. Das Kloster wurde 1811 aufgelöst.

## Geschichte
Das Clemenshospital mit der zugehörigen Clemenskirche geht auf eine Stiftung des münsterschen Fürstbischofs Clemens August I. von Bayern zurück, nach dem sie ihren Namen empfing. Dem endgültigen Bauprojekt gingen zwei weitere Planungen voraus. Im Zusammenhang einer ersten Residenzplanung 1732 sollten Kirche und Hospital als seitliche Begrenzung des Schlossplatzes dienen. Die Grundsteinlegung erfolgte am 24. November 1732, das Projekt wurde aber im darauffolgenden Jahr eingestellt. Die von Schlaun geplante Querovalkirche stellte eine Bearbeitung der Kirche Sant’Agnese in Agone an der Piazza Navona in Rom dar. Ein zweites nicht datiertes Projekt, wieder mit Querovalkirche, stellte diese bereits an die Spitze eines quadratisch angelegten Hospitalbaus. 1744 erfolgte dann der Grundstückskauf für den jetzigen Standort des Hospitals, zu dem am 30. Juni 1745 nach den endgültigen Plänen Schlauns der Grundstein gelegt wurde. Das Chronogramm der Inschrift am Portal der Kirche (PRO PERENNI VERAE MISERICORDIAE SIGNO EXPENSIS SVIS ERIGEBAT AVGVSTVS BAVARIAE PRINCEPS PATER PATRIAE, übersetzt: „Als immerwährendes Zeichen der Barmherzigkeit errichtete der Landesvater und Fürst August von Bayern diese Kirche auf eigene Kosten“) ergibt das Jahr 1751 als Fertigstellungsdatum des Rohbaus. Die Stuckarbeiten in der Kirche  übernahm der Wessobrunner Stuckateur Jakob Rauch, die Freskierung des Kuppelgewölbes Johann Adam Schöpf, das Bild des Hauptaltars schuf der Venezianer Giovanni Battista Pittoni, die seitlichen Altargemälde Carlo Carlone. Die Einweihungsfeier der Kirche fand am 14. Oktober 1753 statt.
Von 1889 bis 1892 erfuhr der Kirchenraum eine eingreifende Restaurierung, bei der vor allem die Säulen und Pilaster eine Ummantelung in gelbbraunem Stuckmarmor erhielten. Bei den Luftangriffen auf Münster im Zweiten Weltkrieg wurden am 30. September 1944 Clemenskirche und Clemenshospital bis auf die Umfassungsmauern zerstört. Von 1956 bis 1959 wurde die Clemenskirche im Äußern wiederaufgebaut, aber unter Verzicht auf die zugehörigen Hospitalbauten, wodurch das Bauwerk seine markante städtebauliche Einbindung verlor und isoliert auf einem leeren Platz zu stehen kam. Dafür mussten die nun sichtbar gewordenen, zuvor von den Hospitalbauten verdeckten Nebenseiten und der Unterbau des nun freistehenden 'Campanile' im Schlaunschen Sinne neu entworfen werden. Nach anfänglichen Plänen einer abstrakt-modernen Neugestaltung des Innenraums wurde dieser von 1961 bis 1974 einschließlich des Kuppelfreskos in historischer Gestalt rekonstruiert und damit der verlorene Raumeindruck wiedergewonnen. Die Rekonstruktion der Kuppelausmalung unternahm Paul Reckendorfer aus Wien, die bildhauerischen Arbeiten Siegfried Springer.

## Architektur
Die in Sichtziegelmauerwerk ausgeführte Clemenskirche ist als überkuppelter, im Außenbau zwölfeckig ummantelter Zentralbau über kreisförmigem Grundriss entworfen. Das heute freistehende Bauwerk war ursprünglich als Kopfbau der zugeordneten Hospitalbauten errichtet und trat mit seiner Fassade in städtebaulich markanter Weise in den ehedem engen Straßenraum vor. Durch seinen konvex vortretenden Mittelteil bei konvex zurückgenommenen Seitenabschnitten greift  der Fassadenaufbau – wie schon bei den beiden Vorprojekten – deutlich auf Vorbilder des römischen Barock, namentlich die Kirche San Carlo alle Quattro Fontane von Francesco Borromini, zurück. Die in hellem Baumberger Sandstein ausgeführte Großordnung mit ionischen Pilastern ist in ihrem von einem Segmentgiebel bekrönten Mittelabschnitt vertikal durchbrochen, um hier in künstlerisch geschickter Weise über das Lukarnenfenster und den Laternenaufsatz der Kuppel eine vertikale Spannung aufzubauen.
Für die Grundrissform des Innenraums, bei der sich durch die Überlagerung zweier Dreiecke sechs Raumnischen bilden, war Borrominis Kirche Sant’Ivo alla Sapienza maßgeblich, während im Wandaufbau mit seiner klaren Horiziontaltrennung unterhalb der Kuppel Sant’Andrea al Quirinale von Gianlorenzo Bernini als Vorbild diente. Während die beiden Nebennischen korbbogig geschlossen sind, erhielt der Altarraum mit freistehenden Säulenpaaren und einem durchbrochenen Segmentgiebel eine dezidiert portalartige Ausbildung.
Der Kirchenraum wird von einer geschickten Lichtdramaturgie beherrscht. In der unteren Raumzone erfolgt die Beleuchtung der Altarwand nur durch die beiden rückwärtigen Fensteröffnungen seitlich der Fassade, während im oberen Bereich das Licht durch die Lukarnenfenster und die bekrönende Laterne einfällt.
Der Kuppelraum der Clemenskirche war ursprünglich nicht nur baulich, sondern auch räumlich mit den anstoßenden Trakten verknüpft, indem sich der linke Seitenaltar durch Heraufziehen des Altarblatts bühnenartig in den Raum der hier positionierten Lorettokapelle öffnen ließ.

## Ausstattung
Die Raumgestalt der Clemenskirche wird entscheidend von der künstlerischen Ausgestaltung durch den Wessobrunner Stuckateur Jakob Rauch und den Münchener Freskanten Johann Adam Schöpf geprägt. Indem Rauch das Altarblatt des Hauptaltars mit einem stuckierten Vorhang hinterlegt, dessen Enden von Engeln um die äußeren der beiden Säulenpaare herumgezogen werden, und das Hauptgesims oberhalb der Altarnische von Engelskulpturen überspielt wird, die eine Verbindung zur Figur des Kirchenpatrons, des hl. Clemens von Rom herstellen, ähnliche Engelsgruppen mit Rocailleformen zudem das Hauptgesims unter den Kuppelfenstern übergreifen, geschieht eine weitere Überspielung der von Schlaun geschaffenen klaren Raumform. Gleiches bewirken die Skulpturengruppe von Mariä Aufnahme in den Himmel über dem linken, und den Figuren von König David und der hl. Cäcilia von Rom seitlich des Orgelprospekts über dem rechten Seitenaltar. Das Kuppelfresko stellt eine figurenreiche Darstellung des von der Heiligengemeinschaft bevölkerten Himmels dar, in die der Hl. Clemens aufgenommen wird.
Das ursprünglich von dem Venezianer Giovanni Battista Pittoni geschaffene und heute durch eine Nachbildung ersetzte Bild des Hauptaltars zeigt das Martyrium des Hl. Clemens, die der beiden Seitenaltäre, ursprünglich von Carlo Carlone, zeigen zur  Linken die Verkündigung Mariens, zur Rechten  die „Marienerscheinung des heiligen Johannes von Gott“, dem Stifter des Ordens der Barmherzigen Brüder vom hl. Johannes von Gott und dem Schutzpatron der Krankenhäuser, der Kranken und der Krankenpfleger.

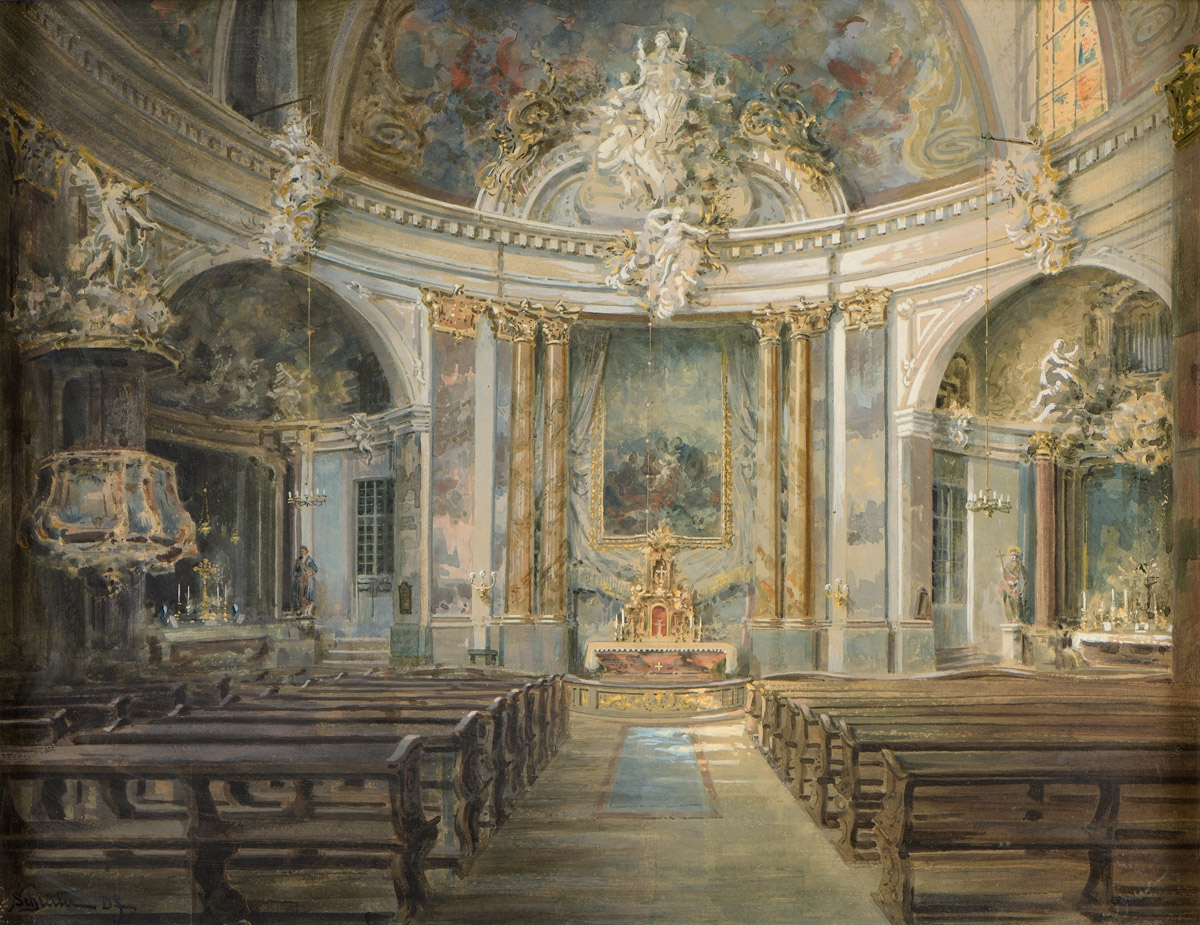
Inneres der Kirche vor der Kriegszerstörung
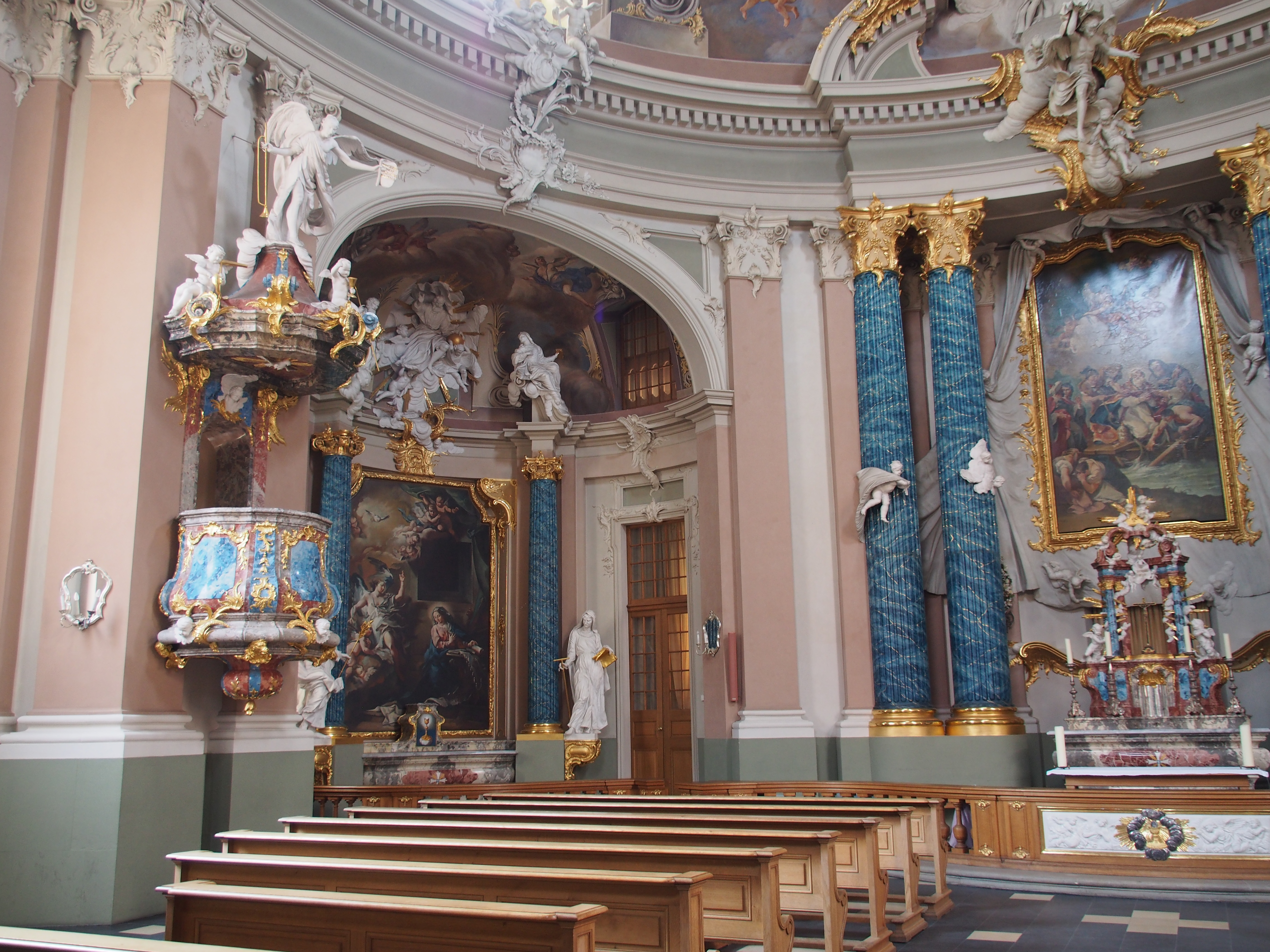
Altar und Kanzel im wiederhergestellten barocken Innenraum
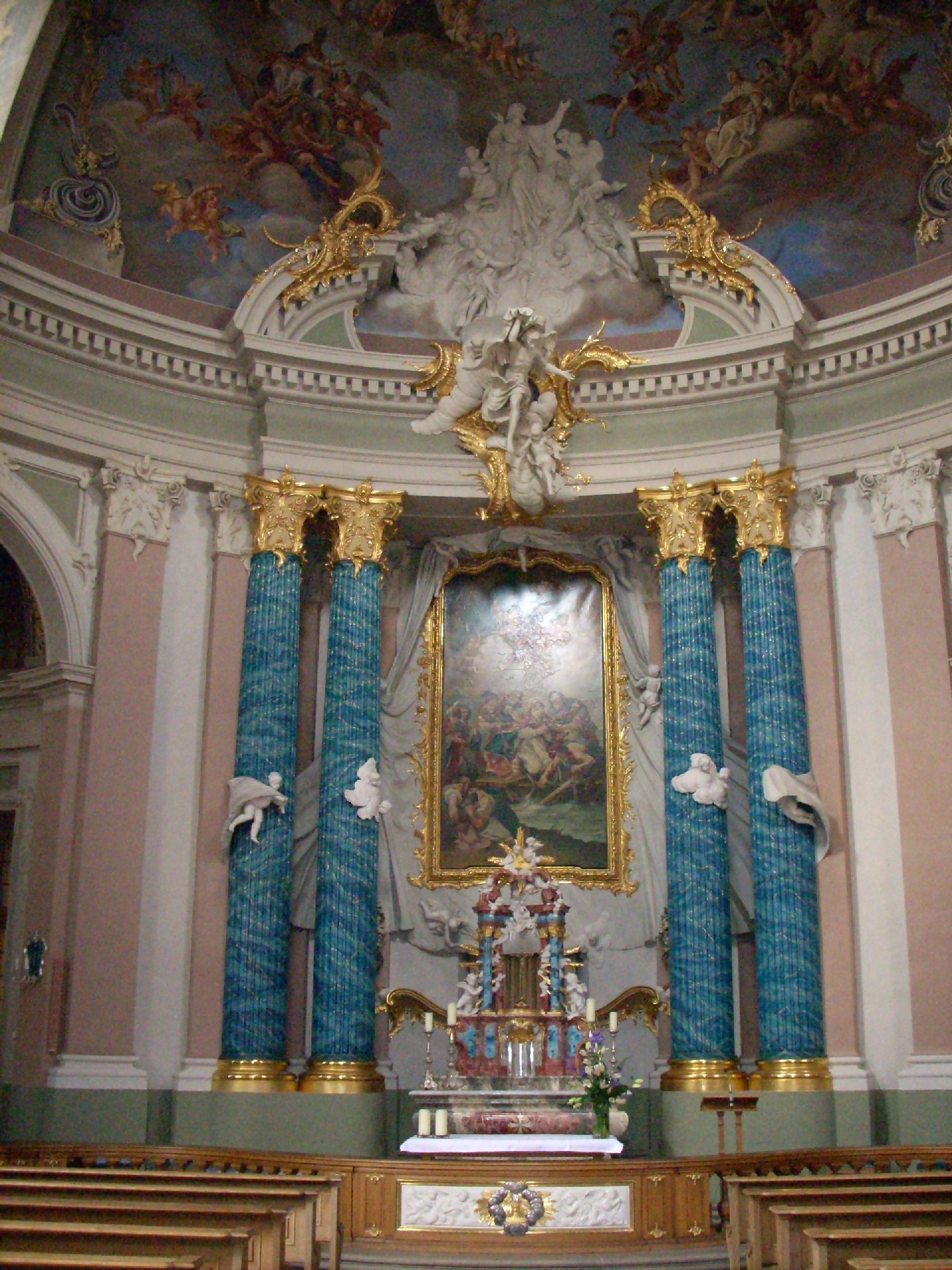
Hauptaltar
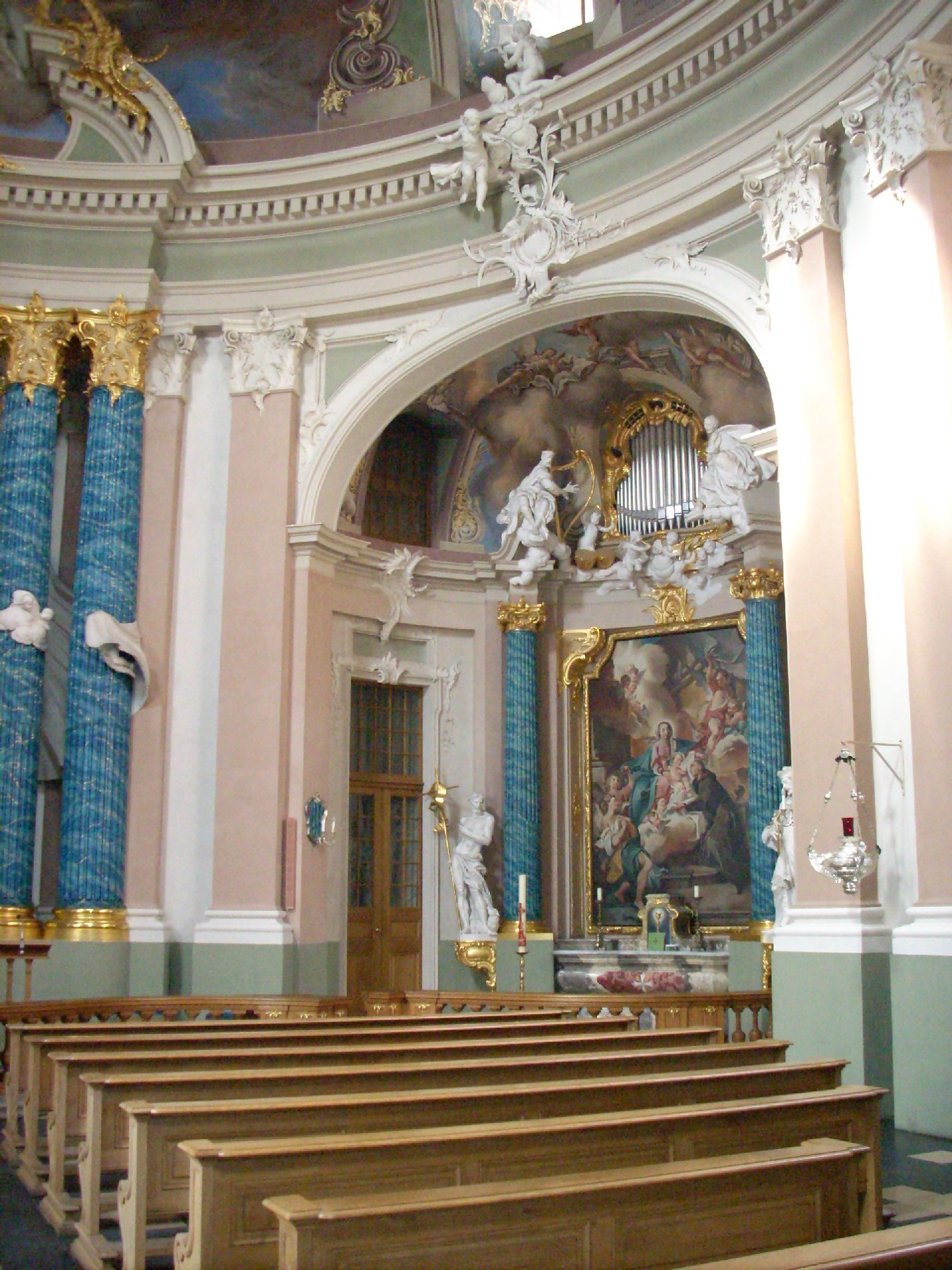
Rechter Seitenaltar
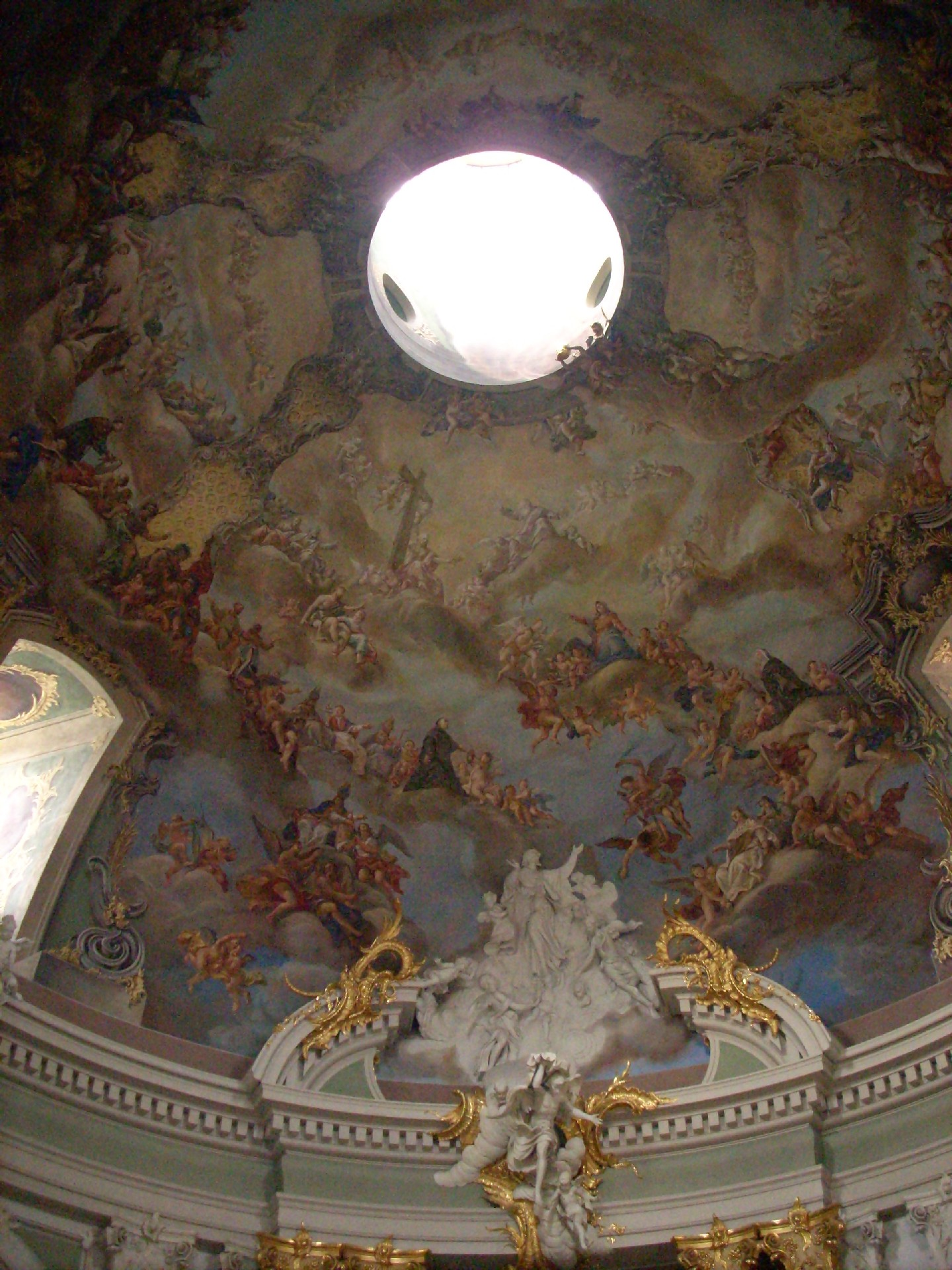
Kuppelfresko
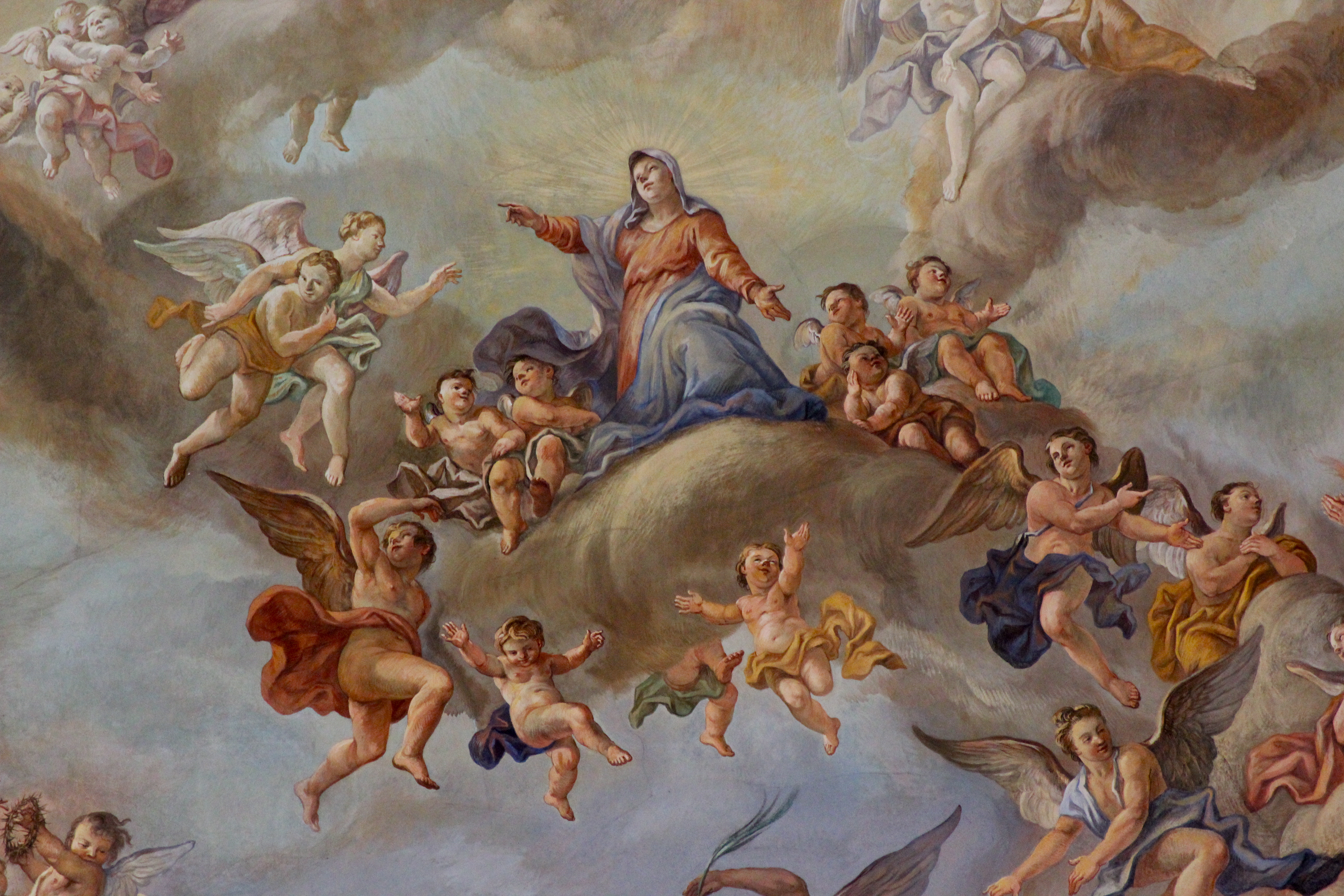
Detail des Kuppelfreskos

## Orgel

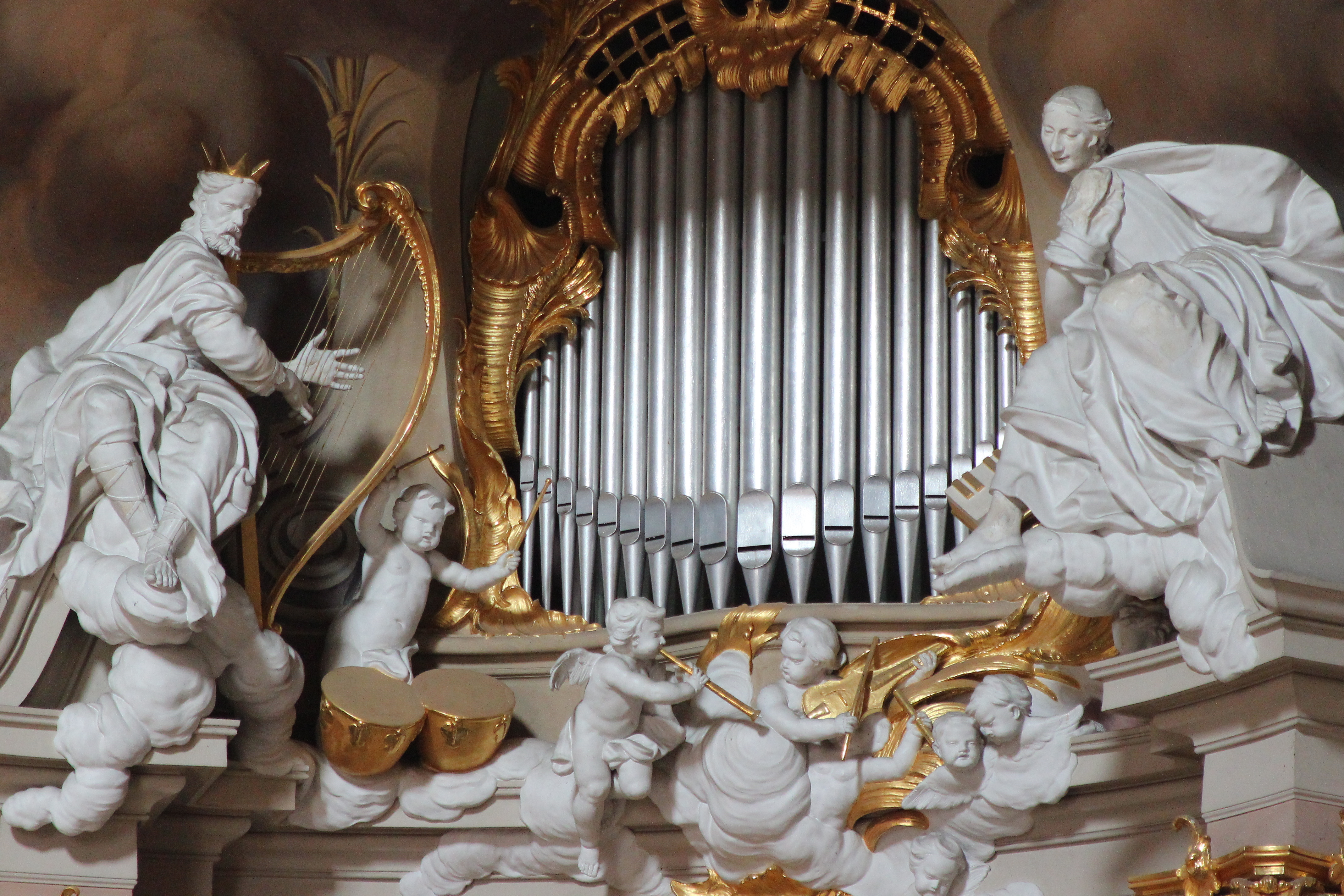
Orgelprospekt

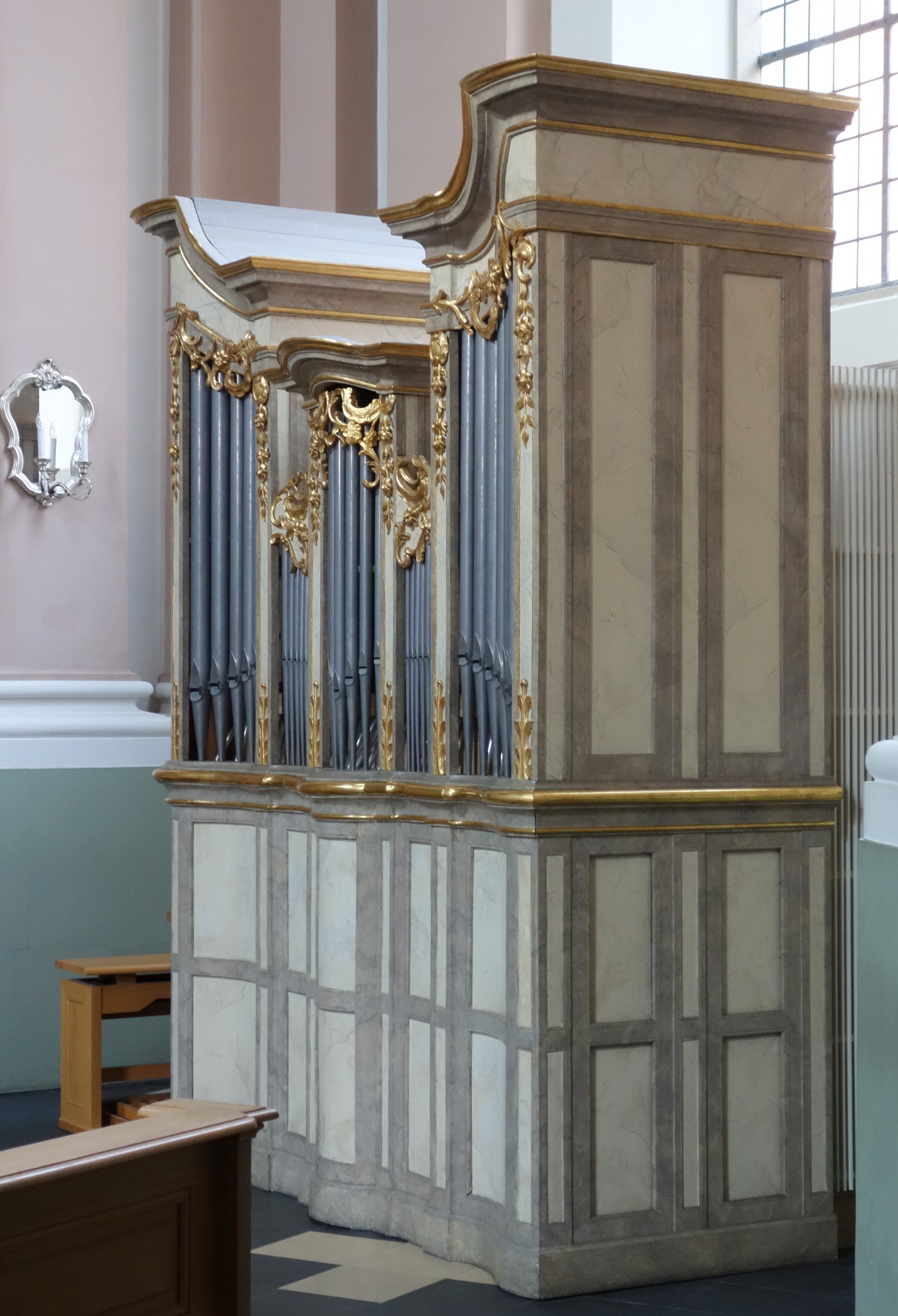
Orgel

Die ursprüngliche, vor 1767 entstandene Orgel der Clemenskirche befand sich in der Fensternische oberhalb des rechten Seitenaltars, wo sie heute durch ein Scheinprospekt vertreten ist. Das mit 14 Registern ausgestattete Instrument, dessen Disposition nicht überliefert ist, war von dem dahinterliegenden Obergeschossraum des Hospitals aus spielbar.
Die heutige Orgel steht ebenerdig an der seitlichen Nordwand der Kirche. Das Instrument erbaute 1973 der Orgelbauer Franz Breil (Dorsten) in einem nicht für die Clemenskirche erbauten Gehäuse aus der zweiten Hälfte des 18. Jahrhunderts. Das Schleifladen-Instrument hat 16 Register auf zwei Manualen und Pedal. Die Spiel- und Registertrakturen sind mechanisch. 2014 wurde das Instrument durch die Orgelbaufirma Klais (Bonn) umfangreich restauriert, wobei die gesamte Mechanik einschließlich der Spielanlage erneuert wurde. Die Registerzüge der Manualwerke wurden oberhalb der Spielanlage in zwei Reihen angelegt. Die Registerzüge des Pedals sind links des Spieltisches, die der Tremulanten (Nr. 17 und 18) rechts des Spieltisches angebracht. Die Manualkoppel wurde als Schiebekoppel angelegt. Die Pedalkoppel des Positivs ist weggefallen. Die Tonumfänge aller Werke wurden reduziert, um die Zugänglichkeit und Stimmbarkeit für alle Pfeifen sicherzustellen.
| I Unterwerk C–d3 |               |       |
| 1.               | Holzgedackt 0 | 8′    |
| 2.               | Spitzflöte    | 4′    |
| 3.               | Prinzipal     | 2′    |
| 4.               | Quinte        | 1 ⁄3′ |
| 5.               | Octave        | 1′    |
| 6.               | Cimbel II     | 1⁄2′  |
| 7.               | Holzregal     | 8′    |

| II Hauptwerk C–d3 |                   |       |
| 08.               | Rohrflöte         | 8′    |
| 09.               | Prinzipal         | 4′    |
| 10.               | Waldflöte         | 2′    |
| 11.               | Sesquialtera II 0 | 2 ⁄3′ |
| 12.               | Mixtur IV         | 1 ⁄3′ |
| 13.               | Trompete          | 8′    |

| Pedalwerk C–c1 |           |     |
| 14.            | Subbass 0 | 16′ |
| 15.            | Gedackt   | 08′ |
| 16.            | Fagott    | 16′ |

- Koppeln: Manualschiebekoppel I/II, Pedalkoppeltritt II/P